# Sitio de Glatz
El asedio de Glatz tuvo lugar en 1760 durante la  tercera guerra de Silesia y como parte de la guerra de los Siete Años cuando una fuerza austriaca dirigida por el general  von Laudon puso sitio y asaltó con éxito la fortaleza de Glatz, —en checo: Kladsko y en polaco: Kłodzko— defendida por su guarnición prusiana.
El 6 de junio Laudon rodeó a Glatz pero tuvo que esperar hasta que se trajera artillería pesada desde Olmütz (Olomouc) en la vecina Moravia. Mientras esperaba, Laudon recibió información sobre el acercamiento de una fuerza prusiana bajo el mando de Fouqué. Con su fuerza muy superior, Laudon se movió para interceptar a la fuerza más pequeña lo que obligó a Fouqué a rendirse en la Batalla de Landeshut el 23 de junio.
A continuación Laudon puso toda su atención en el asedio de Glatz. La llegada de su artillería pesada había permitido que el asedio comenzara correctamente el 20 de julio. Una vez que las armas debilitaron las defensas, Laudon pudo organizar voluntarios para asaltar la ciudad, abrir las puertas y permitir que entrara el resto del ejército austriaco.

## Consecuencias
Después de una serie de grandes maniobras y varias batallas durante 1760, Glatz permaneció como el único territorio capturado por los austriacos y sus aliados por lo que quedó la situación casi sin cambios, como un año antes.
El comandante prusiano coronel Bartholomäus d'O fue hecho prisionero por los austriacos. Tras su liberación al final de la guerra, fue juzgado y ejecutado por Federico II el Grande como castigo por haber perdido a Glatz.